# Les Métairies
Les Métairies är en kommun i departementet Charente i regionen Nouvelle-Aquitaine i västra Frankrike. Kommunen ligger  i kantonen Jarnac som ligger i arrondissementet Cognac. År 2022 hade Les Métairies 714 invånare.

## Befolkningsutveckling
Antalet invånare i kommunen Les Métairies
Referens:INSEE